# Lijst van edities van The Passion
Dit is een lijst van edities van The Passion, een Nederlands muzikaal-bijbels evenement dat sinds 2011 jaarlijks in de aanloop naar Pasen wordt gehouden, live uitgezonden via televisie.
Kickstarter van dit evenement is Wilbrand Rakhorst, oprichter van Stichting Muziekbijbel te Nijkerk in Gelderland, hetgeen is bevestigd door The Passion zelf. The Passion Nederland is gebaseerd op het lokale evenement in Manchester, de Manchester Passion. Het concept, te zien op Youtube "The Manchester Passion 2006", is bedacht door Andy King-Dabbs. Het concept houdt in dat kruisdragers, die zich hiervoor aan kunnen melden, gevolgd door een processie, waarvoor men zich ook aan kan melden, een groot, verlicht, wit kruis door het publiek dragen en dat het paasverhaal wordt verteld als musical met covers. 

## Nederland

### 2011: Gouda
De eerste editie van The Passion vond plaats op 21 april 2011 in de binnenstad van Gouda, op diverse podia op de Markt. Het evenement werd door de omroepen EO en RKK rechtstreeks uitgezonden op Nederland 3, alsook op internet. Dit evenement trok circa 9.000 bezoekers en werd door 980.000 televisiekijkers gevolgd. In juni 2012 won The Passion Gouda de prijs 'Beste Stadspromotie-evenement' van de stichting Nationale Evenementenprijzen.

### 2012: Rotterdam

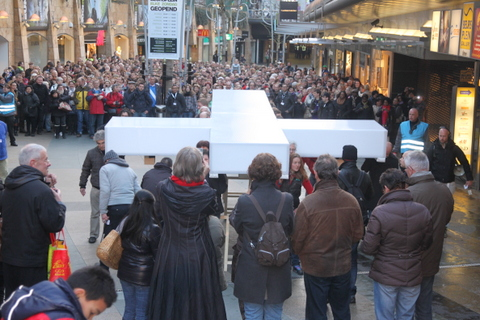
Kruis dat werd gedragen tijdens The Passion 2012

In 2012 vond het evenement op 5 april in Rotterdam op het Willemsplein plaats. Dat jaar werd het evenement uitgezonden op Nederland 1. Er keken toen 1.705.000 mensen naar The Passion, waarmee het de eerste plaats haalde in de kijkcijferlijst van de Stichting KijkOnderzoek (SKO). Ook herhalingen op Nederland 1 en Nederland 3 werden goed bekeken. In Rotterdam zelf waren tussen de 15.000 en 20.000 mensen op de been.

### 2013: Den Haag
In 2013 vond het evenement plaats op 28 maart in Den Haag. De stoet vertrok vanaf begraafplaats Sint Petrusbanden. Het hoofddecor van deze derde editie werd door de Hofvijver gevormd. Ook dit jaar werd het evenement op Nederland 1 uitgezonden, bijgewoond door 16.000 mensen. Naar de live-uitzending op televisie keken 2,3 miljoen mensen.

### 2014: Groningen

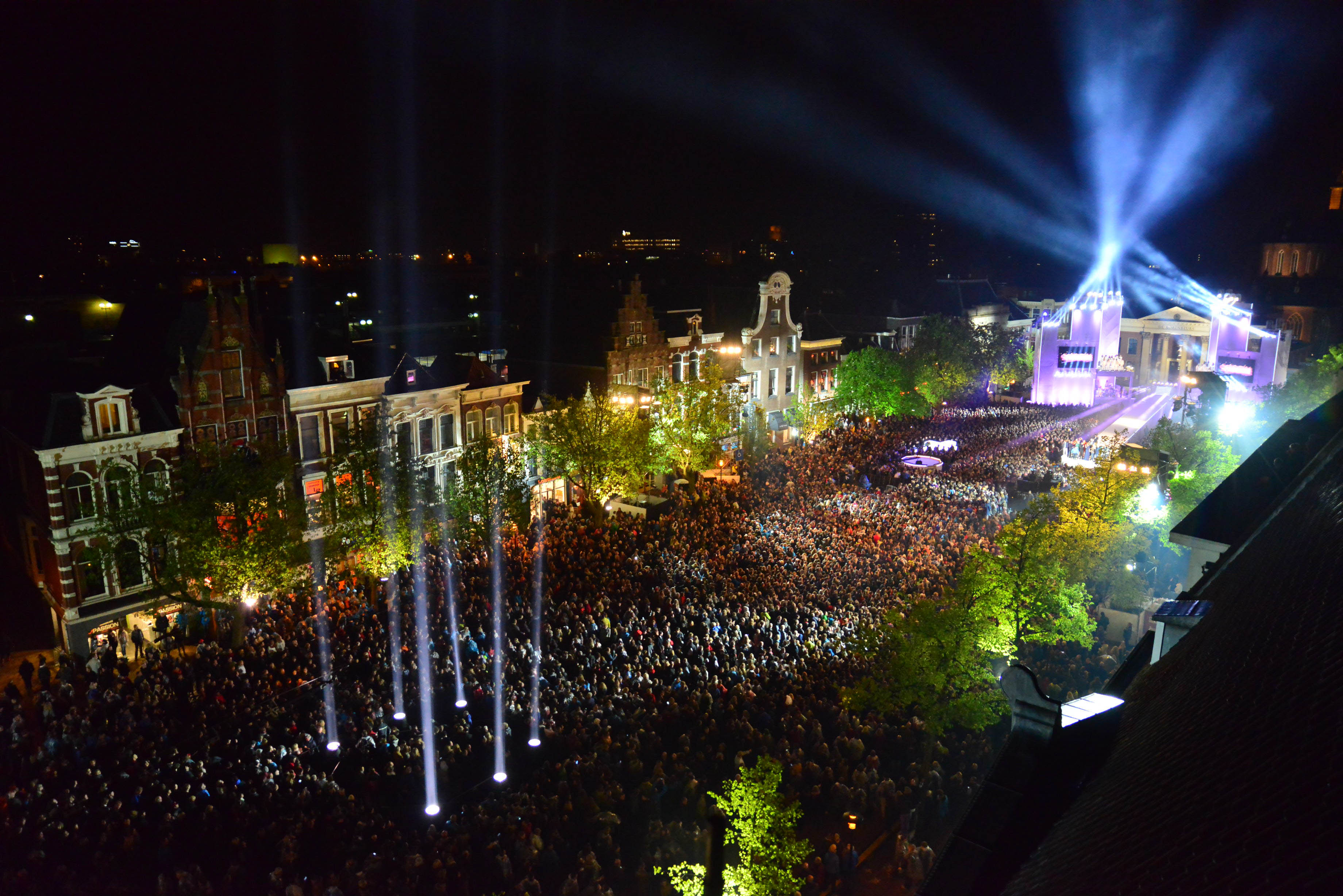
Een luchtfoto van de finale van The Passion in Groningen

Op donderdag 17 april 2014 vond The Passion plaats in Groningen. Het evenement werd op de Vismarkt gehouden. De stoet van de processie begon bij voetbalstadion Euroborg. Er keken 3,2 miljoen kijkers naar The Passion en er waren 20.000 toeschouwers naar Groningen afgereisd om de paasvertelling bij te wonen.

### 2015: Enschede
The Passion vond in 2015 op 2 april plaats op het Hendrik Jan van Heekplein in Enschede. Deze editie werd uitgezonden door EO en KRO (voorheen EO en RKK) op NPO 1. Er keken 3.574.000 mensen naar deze uitzending en er stonden ruim 20.000 mensen in Enschede.

### 2016: Amersfoort
Op 24 maart 2016 vond The Passion plaats op het Eemplein in Amersfoort. Deze editie was een samenwerking tussen de EO en KRO-NCRV. Deze editie was goed voor 3,2 miljoen kijkers, voor het eerst minder dan de voorgaande jaren. Op het Eemplein stonden er ruim 19.000 kijkers.

### 2017: Leeuwarden
De zevende editie van The Passion was op 13 april 2017 op het Wilhelminaplein in Leeuwarden. Ook dit jaar daalde het publiek enigszins; de uitzending werd door 3.075.000 kijkers bekeken. Ook in Leeuwarden daalde de hoeveelheid toeschouwers: ongeveer 16.000 toeschouwers verzamelden zich in de stad.

### 2018: Amsterdam-Zuidoost
Op 29 maart 2018 vond The Passion plaats op het ArenAPark in Amsterdam. De uitvoering trok 11.000 mensen naar de locatie, wat aanzienlijk minder was dan in eerdere jaren. De tv-uitzending echter trok 3,2 miljoen kijkers, wat net iets meer was dan in Leeuwarden.

### 2019: Dordrecht
Op 18 april 2019 werd The Passion gehouden bij het Maartensgat in Dordrecht. De paasvertelling trok 14.000 bezoekers, wat een grotere toeloop was dan in Amsterdam-Zuidoost. Op tv keken er echter een en een stuk minder kijkers dan de afgelopen jaren, namelijk 2,4 miljoen.

### 2020: Hilversum
Deze editie zou in Roermond worden gehouden maar ging niet door wegens de coronacrisis in Nederland. Er werd een uitzending gemaakt door EO en KRO-NCRV met een live-verteller, Johnny de Mol, vanuit het Media Park in Hilversum met tekst- en videoboodschappen van het publiek en muzikale nummers uit eerdere edities. Er keken meer kijkers dan in 2019, namelijk 2,8 miljoen.

### 2021: Roermond
Op 1 april 2021 is The Passion alsnog in Roermond gehouden. Dit was de eerste editie waarbij de EO niet meer bij de organiserende partijen hoorde. Omdat er dit jaar nog altijd coronamaatregelen van kracht waren, werd deze editie ook zonder publiek gehouden. Wel stemden er 2,6 miljoen kijkers af op de rechtstreekse uitzending op NPO 1.

### 2022: Doetinchem
De twaalfde editie van The Passion werd op 14 april 2022 gehouden in Doetinchem. Vanwege de nog altijd geldende coronamaatregelen, is op voorhand al besloten deze editie zonder publiek te organiseren. Er keken ongeveer 2,2 miljoen kijkers naar de rechtstreekse televisie-uitzending, wat het laagste aantal was sinds de editie van 2012.

### 2023: Harlingen
De dertiende editie werd gehouden in de Friese havenstad Harlingen, in de Nieuwe Willemshaven aan de oever van de Waddenzee. Dit jaar werd er ook weer publiek verwelkomd. Er kwamen zo'n 6000 mensen naar het spektakel dat uiteindelijk door bijna 2,5 miljoen kijkers op televisie werd bekeken, een grotere hoeveelheid dan een jaar eerder.

### 2024: Zeist
Op 26 oktober 2023 wordt bekendgemaakt dat The Passion in 2024 in Zeist gehouden wordt.

### 2025: Terneuzen
Reeds op 12 juni 2024 wordt bekendgemaakt dat de vijftiende editie van The Passion wordt gehouden in Terneuzen.

## Vlaanderen

### 2014: Merchtem
Op 19 april 2014 vond de eerste Vlaamse editie van De Passie plaats in Merchtem. Er kwamen ruim 8.000 bezoekers op het evenement af. Jonathan Demoor speelde Jezus en Geena Lisa speelde Maria.

### 2016: Ieper
Op 19 maart 2016 vond de tweede editie van De Passie plaats in Ieper. Vanwege de hoge terreurdreigingen in België werden er strenge controles uitgevoerd voor toelating op de Grote Markt van Ieper. Deze controles waren niet ongegrond; op 22 maart vonden de aanslagen in Brussel plaats.

### 2018: Lier
De derde editie van De Passie vond op 24 maart 2018 plaats in Lier.

### 2020: Sint-Niklaas
De vierde editie van De Passie stond gepland voor 4 april 2020 in Sint-Niklaas maar werd in verband met de Coronacrisis in België afgelast.

## Verenigde Staten

### 2016: New Orleans
Op 20 maart 2016 vond in New Orleans de eerste editie van de Amerikaanse The Passion plaats.